# Traveler (Official髭男dismのアルバム)
『Traveler』（トラベラー）は、日本のバンド・Official髭男dismのメジャー1作目、通算2作目のフルアルバム。2019年10月9日にポニーキャニオンから発売された。

## 概要
主にボーカル・藤原聡が作詞・作曲を行ったが、本アルバムでは「Rowan」でギター・小笹大輔が、「旅は道連れ」でベース・楢﨑誠が作詞・作曲を行っている。また、蔦谷好位置とThe Anticipation Illicit Tsuboiが、いくつかの収録曲の編曲で参加している。
本アルバムは、優れたポップセンスに多彩なアレンジが織り込まれた柔軟な音楽性が特徴的であり「全体のコンセプト」よりも「今やりたいこと」を重視して制作された。アルバムは、Billboard JAPAN「Hot Albums」にて、発売から約1年間にわたってTOP10入りを果たすなどのロングヒットを記録。翌年の2020年の同チャートの年間ランキングでは、5位を獲得した。また、同年にCDショップ大賞を受賞している。
本作には、前作以降のシングル「Stand By You」「Pretender」「宿命」と、カップリング曲「FIRE GROUND」「バッドフォーミー」「Amazing」に加え、映画『HELLO WORLD』主題歌「イエスタデイ」や「ビンテージ」の8曲を含む全14曲が収録されている。

## 背景
2018年4月11日、1stフルアルバム『エスカパレード』と1stシングル「ノーダウト」を同時リリースし、ポニーキャニオンからメジャーデビュー。2019年5月には、2ndシングル「Pretender」をリリースし、大ヒットを記録。バンドはブレイクを果たした。
そして、同年7月8日、前作より約1年6か月ぶりとなるメジャーデビュー後初のフルアルバムをリリースすることを、日本武道館にて開催された「Official髭男dism one-man tour 2019」にて発表した。
同月28日には、アルバムの詳細を公開し、アルバムタイトル『Traveler』を発表した。その3日後となる7月31日には、シングル「宿命」をリリース。また、収録曲「ビンテージ」「イエスタデイ」が、それぞれフジテレビ『あいのり : African Journey』と、東宝配給アニメ映画『HELLO WORLD』主題歌に起用されたことも併せて発表。なお「イエスタデイ」は、アルバム発売に先駆けて、9月11日より先行配信された。

## 制作と録音
アルバム制作にあたって、シングルなどの既発曲が複数収録されるためにコンセプトは付けづらかったという。しかし、結果的に「アルバム全体のコンセプトより今やりたいことを思い切りやる」という方針で進められた。
2019年の2月から3月にかけて合宿を行い、アルバムの全貌を見据えて楽曲を選んだり、アレンジを決めたりし始めたという。その時に「Amazing」が制作され、また「Rowan」「旅は道連れ」「宿命」の3曲の制作も開始されていた。
本アルバムには、蔦谷好位置が「イエスタデイ」と「宿命」で、アレンジを手がけている。「宿命」が先にリリースされているが、蔦谷に編曲を依頼したのは「イエスタデイ」が先で「アルバムのリード曲に相応しい楽曲」を意識して制作された。
主にボーカル・藤原聡が作詞・作曲を担当しているが、本アルバムでは、メンバーの小笹と楢﨑も、楽曲の作詞・作曲を担当している。収録曲「Rowan」の作詞・作曲を担当した小笹は、制作にあたって「日本のヒップホップのワークスでも、僕が一番カッコ良いと思う作品をたくさん作っていた」というThe Anticipation Illicit Tsuboiにアレンジを依頼した。また、ベース・楢崎は、収録曲「旅は道連れ」を作詞・作曲した。
アルバムのラストを飾る14曲目「Travelers」は「アルバムが線だとしたら、線を円にするための接着部分になる曲」として「頭につながっていく感じ」を意識して制作された。

藤原は、本アルバムを次のように振り返った。
僕的には見返してみると「ほんと充実した日々を送ってたんだな」ってことが分かる、旅の記録って感じですかね。アルバムとしていいものを作るっていうのももちろん大事なことだと思うけど、一曲一曲いいものを作るっていうほうが僕の感覚には近くて。それが14曲並んでいる。その時々の自分たちのやりたいことを切り取って作ってって、それをパッキングして世に出す…そういう感覚ですね。

## 音楽性
本アルバムでは、バンドというフォーマットに囚われずに、ソウルやAOR、ジャズなどを参照した、多彩なアレンジ・コードワークが取り入れられている。サウンド面は、前作『エスカパレード』では比較的多方向へ拡散していたのに対し、本アルバムでは焦点が絞られており、EDMやトラップといったサウンドも、バンドならではの捻りを加えながら取り入れられた。
重厚なストリングスが特徴的なリード曲「イエスタデイ」と、続く「宿命」は、蔦谷好位置がアレンジを手がけており「宿命」は、キャッチーなブラスアレンジが施され、他にもゴスペルの影響を感じさせるとも指摘されている。
藤原が一昨年に購入したというフェンダーローズとウーリッツァーで弾いた「最後の恋煩い」では、4つ打ちのビートにカッティングとブラスが、小気味よいグルーヴ感とアーバンな雰囲気を生み出している。その中で「FIRE GROUND」は、イントロからヘビーなギターが登場するハードなファンク・ロックとなっており、アルバムの中でも異彩を放っている。

## リリース、プロモーション
本アルバムは、通常盤・初回限定盤（CD+Blu-ray/DVD）の全3形態でリリースされた。初回限定盤には「Official髭男dism one-man tour 18/19 from 2019.01.24 NHKホール」でのライブ映像が収録。また、初回生産分封入特典として、プレイパスが付属する。
その他にも、CDショップ予約購入の先着オリジナル特典として、オリジナルラバーバンドも付属した。2020年6月26日より、本アルバムの収録曲のインストバージョンを収録したデジタルアルバム『Traveler -Instrumentals-』が配信された。
| 形態       | 規格            | 規格品番   |
| ---------- | --------------- | ---------- |
| 初回限定盤 | CD+Live Blu-ray | PCCA-04820 |
| 初回限定盤 | CD+Live DVD     | PCCA-04821 |
| 通常盤     | CD              | PCCA-04822 |

バンドは、9月24日に愛知・Zepp Nagoyaにて、スペースシャワーTV企画のライブ番組『SPACE SHOWER TV "LIVE with YOU"』の公開収録ライブを開催し、本アルバムの収録曲を数曲披露した。9月27日には、NHK総合『あさイチ』に出演し「Pretender」と「イエスタデイ」を披露した。
翌日28日には、スペースシャワーTVにて特別番組「V.I.P. -Official髭男dism-」が放送され、本アルバムにちなんだ「Official髭"男"丸トラベラー」という企画が展開された。アルバムリリースが2日前に迫った10月7日には、発売を記念して、東京・渋谷の各所に本アルバムのポスターを掲出するキャンペーンがスタート。センター街を中心とする渋谷のさまざまな場所には、楽曲の歌詞が書かれたそれぞれ異なるデザインのポスターが張り出された。また、発売前日には、アルバムの全曲ダイジェストトレーラーをYouTubeにて公開した。

## 評価

### 批評
- 批評家のimdkmは、Real Soundにて、まずバンドがEDMやトラップといったサウンドをバンドならではの捻りを加えながら取り入れる手際によって、2019年ならではの新たなJ-POPの王道をつくりだしたことを指摘し、本アルバムでは「歌が、メロディが、コードが主役。それを届けるサウンドも『いま』に合わせてアップデートされている」と語った。そして、本アルバムについて「人気曲もあり、アルバムとして重すぎず、バンドのこれまでと未来を想像させる一枚として、ブレイクにふさわしい作品」と評価した[15]。
- 音楽レビューサイト・Mikikiの鬼頭隆生は「衒いなく振り切れたポップセンスに、豊かな音楽的語彙を織り込んでみせた、圧倒的な完成度で2019年を代表できるアルバム」と評価。また「少々強引に言えば、星野源とはまた異なるアプローチで、ソウル・ミュージックの神秘を追求しているという見方もできる」と語った[16]。

### 受賞
| 年     | 音楽賞               | 結果       | 出典   |
| ------ | -------------------- | ---------- | ------ |
| 2020年 | 第12回CDショップ大賞 | 大賞＜赤＞ | [ 24 ] |

## チャート成績
本アルバムは、初動3日間で59,606枚を売り上げ、初週売上86,159枚で10月21日付のBillboard JAPAN「Hot Albums」にて、初登場1位を獲得した。また、同日付のオリコン週間ランキングでも初登場1位を記録した。リリース5週目となる11月18日付のチャートで、再びBillboard JAPANにて首位を獲得すると、その後も高順位を維持し、結果的にリリースから約1年間、47週連続TOP10入りを果たした。
2020年9月3日には、本アルバムのCD出荷枚数が50万枚を突破した。CDの出荷枚数が50万枚を突破したのは、邦楽バンドの令和以降にリリースされた作品では初となった。

## チャートと売上
| チャート（2019年）              | 最高 順位 |
| ------------------------------- | --------- |
| Billboard Japan Hot Albums      | 1         |
| Billboard Japan Top Album Sales | 1         |
| Billboard Japan Download Albums | 1         |
| オリコン週間アルバムチャート    | 1         |
| オリコン週間 デジタルアルバム   | 1         |
| オリコン週間 合算アルバム       | 1         |

| 年     | チャート                        | 順位 |
| ------ | ------------------------------- | ---- |
| 2019年 | Billboard Japan Hot Albums      | 15   |
| 2019年 | Billboard Japan Download Albums | 11   |
| 2019年 | オリコン年間アルバム            | 17   |
| 2020年 | Billboard Japan Hot Albums      | 5    |
| 2020年 | Billboard Japan Download Albums | 4    |
| 2020年 | オリコン年間アルバム            | 10   |
| 2020年 | オリコン年間デジタルアルバム    | 4    |
| 2020年 | オリコン合算アルバム            | 7    |

### 収録曲のチャート
| タイトル         | チャート                              | 最高 順位 | 出典   |
| ---------------- | ------------------------------------- | --------- | ------ |
| 「イエスタデイ」 | 日本・Billboard Japan Hot 100         | 2         | [ 38 ] |
| 「イエスタデイ」 | 日本・Billboard Japan Streaming Songs | 2         | [ 39 ] |
| 「イエスタデイ」 | 日本・Billboard Japan Download Songs  | 4         | [ 40 ] |
| 「Rowan」        | 日本・Billboard Japan Streaming Songs | 45        | [ 41 ] |
| 「最後の恋煩い」 | 日本・Billboard Japan Streaming Songs | 56        | [ 41 ] |
| 「ビンテージ」   | 日本・Billboard Japan Hot 100         | 26        | [ 38 ] |
| 「ビンテージ」   | 日本・Billboard Japan Download Songs  | 49        | [ 42 ] |
| 「ビンテージ」   | 日本・Billboard Japan Streaming Songs | 17        | [ 41 ] |
| 「旅は道連れ」   | 日本・Billboard Japan Streaming Songs | 84        | [ 41 ] |
| 「ラストソング」 | 日本・Billboard Japan Streaming Songs | 70        | [ 41 ] |
| 「Travelers」    | 日本・Billboard Japan Streaming Songs | 99        | [ 41 ] |

### 認定とセールス
| 国/地域                                             | 認定             | 認定/売上数                         |
| --------------------------------------------------- | ---------------- | ----------------------------------- |
| 日本 (RIAJ)                                         | ダブル・プラチナ | 470,000（フィジカルCD) （オリコン） |
| 日本 (RIAJ)                                         | ゴールド         | 107,000（デジタル配信）             |
| 日本 (RIAJ)                                         | N/A              | 577,000                             |
| * 認定のみに基づく売上数 ^ 認定のみに基づく出荷枚数 |                  |                                     |

## ツアー
2019年の10月から翌年2月にかけて、本アルバムを引っ提げ、バンド史上最大規模の全国24会場29公演ホールを回るツアー「Official髭男dism Tour 19/20 -Hall Travelers-」を開催。また、2020年3月より6月にかけて初のアリーナツアー「Official髭男dism tour 2020 -Arena Travelers-」が予定されていたが、新型コロナウイルス感染症により、全公演が延期となった。なお、全公演の振替は「Official髭男dism one - man tour 2021-2022 -Editorial-」にて行われた。

## 収録内容
| #         | タイトル             | 作詞      | 作曲      | 編曲                                               | 時間  |
| --------- | -------------------- | --------- | --------- | -------------------------------------------------- | ----- |
| 1.        | 「イエスタデイ」     | 藤原聡    | 藤原聡    | 蔦谷好位置 (agehasprings) & Official髭男dism       | 4:59  |
| 2.        | 「宿命」             | 藤原聡    | 藤原聡    | 蔦谷好位置 (agehasprings) & Official髭男dism       | 4:41  |
| 3.        | 「Amazing」          | 藤原聡    | 藤原聡    | Official髭男dism                                   | 3:51  |
| 4.        | 「Rowan」            | 小笹大輔  | 小笹大輔  | The Anticipation Illicit Tsuboi & Official髭男dism | 4:44  |
| 5.        | 「バッドフォーミー」 | 藤原聡    | 藤原聡    | Official髭男dism                                   | 3:55  |
| 6.        | 「最後の恋煩い」     | 藤原聡    | 藤原聡    | Official髭男dism                                   | 4:32  |
| 7.        | 「ビンテージ」       | 藤原聡    | 藤原聡    | Official髭男dism                                   | 4:12  |
| 8.        | 「Stand By You」     | 藤原聡    | 藤原聡    | Official髭男dism                                   | 4:16  |
| 9.        | 「FIRE GROUND」      | 藤原聡    | 藤原聡    | Official髭男dism                                   | 3:43  |
| 10.       | 「旅は道連れ」       | 楢崎誠    | 楢崎誠    | Official髭男dism                                   | 3:15  |
| 11.       | 「052519」           |           | 藤原聡    | Official髭男dism                                   | 0:10  |
| 12.       | 「Pretender」        | 藤原聡    | 藤原聡    | Official髭男dism                                   | 5:26  |
| 13.       | 「ラストソング」     | 藤原聡    | 藤原聡    | Official髭男dism                                   | 5:53  |
| 14.       | 「Travelers」        | 藤原聡    | 藤原聡    | Official髭男dism                                   | 1:46  |
| 合計時間: | 合計時間:            | 合計時間: | 合計時間: | 合計時間:                                          | 55:23 |

### Blu-ray・DVD
- Official髭男dism one-man tour 18/19 from 2019.01.24 NHKホール

| #   | タイトル                                 | 作詞 | 作曲・編曲 |
| --- | ---------------------------------------- | ---- | ---------- |
| 1.  | 「ESCAPADE」                             |      |            |
| 2.  | 「Tell Me Baby」                         |      |            |
| 3.  | 「バッドフォーミー」                     |      |            |
| 4.  | 「SWEET TWEET」                          |      |            |
| 5.  | 「コーヒーとシロップ」                   |      |            |
| 6.  | 「115万キロのフィルム」                  |      |            |
| 7.  | 「相思相愛」                             |      |            |
| 8.  | 「Trailer」                              |      |            |
| 9.  | 「LADY」                                 |      |            |
| 10. | 「たかがアイラブユー」                   |      |            |
| 11. | 「ブラザーズ」                           |      |            |
| 12. | 「FIRE GROUND」                          |      |            |
| 13. | 「Clap Clap」                            |      |            |
| 14. | 「犬かキャットかで死ぬまで喧嘩しよう！」 |      |            |
| 15. | 「ノーダウト」                           |      |            |
| 16. | 「Stand By You」                         |      |            |
| 17. | 「日曜日のラブレター」                   |      |            |
| 18. | 「異端なスター」                         |      |            |

## 楽曲解説
1. イエスタデイ
東宝配給アニメ映画『HELLO WORLD』主題歌。
2019年9月11日に先行配信が行われた。
2. 宿命
ABCテレビ「夏の高校野球」応援ソング『熱闘甲子園』2019年テーマソング。
3rdシングル表題曲。
3. Amazing
2ndシングル「Pretender」カップリング曲。
4. Rowan
ギター・小笹が作詞・作曲した楽曲。小笹が上京して1年目の時に聴いていたドープな楽曲に憧れがあり、小笹がかっこいいと思うワークスの曲を多く作っていたThe Anticipation Illicit Tsuboiがアレンジャーとして参加した。キーが低めに作られており、藤原の低めのミックスボイスで切なさや侘しさ、セクシーさを出したかったと語っている[44]。
2019年10月28日付のBillboard JAPAN「Streaming Songs」で最高位の45位をマークし、同チャートに8週間チャートインした。
5. バッドフォーミー
テレビ大阪・BSジャパンの真夜中ドラマJ『グッド・バイ』主題歌。
2nd EP『Stand By You EP』収録曲。
6. 最後の恋煩い
カンテレ制作・フジテレビ系テレビドラマ『あと3回、君に会える』主題歌。
2020年3月27日に9人編成で演奏するスタジオライブ映像が公開されている[45]。
7. ビンテージ
フジテレビ『あいのり : African Journey』主題歌。
カンテレ制作・フジテレビ系テレビドラマ『あと3回、君に会える』挿入歌。
アルバム発売直後の10月15日にミュージックビデオが公開された。
8. Stand By You
2nd EP『Stand By You EP』表題曲。
Apple Music CMソング。
9. FIRE GROUND
テレビアニメ『火ノ丸相撲』OPテーマ。
2nd EP『Stand By You EP』収録曲。
「ファンク×ハードロック」をテーマに制作された[46]。
10. 旅は道連れ
スズキ「スイフト」CMソング。
ベース・楢﨑誠が作詞・作曲を担当している。全国流通している楽曲の中で、唯一メンバー全員でメロディーの歌唱パートを歌い回している曲である。楢崎は「ちょっとハッピーな感じのテンションというか、現場の空気感も入れたかったし。あと、なんかガーってヒゲダンが大きくなってきた中でもちゃんと隙を見せておきたいなというか『脇甘いっす、自分』みたいなところを（笑）表現したくて作りました」と語っている[44]。
楢﨑がレギュラー出演しているラジオ番組『楢﨑誠のロヂウラベース』の企画で募集したノイズが使われている。
11. 052519
「Pretender」のエクストラソロ。演奏時間がわずか10秒であり、バンドの楽曲の中で最短である。
次曲の「Pretender」と繋がっている。
12. Pretender
東宝配給映画『コンフィデンスマンJP -ロマンス編-』主題歌。
2ndシングル表題曲。
13. ラストソング
カンテレ制作・フジテレビ系テレビドラマ『あと3回、君に会える』挿入歌。
2020年8月22日に9人編成で演奏するスタジオライブ映像が公開されている[47]。
2016年ごろから存在していた楽曲[44]であり、本アルバムで初音源化された。
14. Travelers
藤原曰く「アルバムが線だとしたら、線を円にするための接着部分になる曲」[44]。全曲が、藤原のピアノの弾き語りによって演奏されている。

## 演奏
- 藤原聡：Vocal, Piano, Additional Drums (#3), Programming (#3, 5 - 9, 12 - 14)
- 小笹大輔：Guitar, Chorus, Vocal (#10)
- 楢﨑誠：Bass, Chorus, Vocal (#10), Tenor Sax (#5, 9), Programming (#10)
- 松浦匡希：Drums, Chorus, Voice (#10)
- 蔦谷好位置：Programming, All Other Instruments (#1, 2)
- ぬましょう：Percussion (#6, 10)
- Andy Wulf：Sax, Flute (#6, 13)
- 湯本淳希：Trumpet (#2, 5, 6, 9, 13)
- 川島稔弘：Trombone (#6, 13)
- 門脇大輔ストリングス：Strings (#1)
- ロヂボーイ&ロヂガール：All Other Sound Effect (#10)

## Traveler -Instrumentals-
『Traveler -Instrumentals-』（トラベラー -インストゥルメンタルズ-）は、日本のバンド・Official髭男dismの配信限定アルバム。2020年6月26日にポニーキャニオンより配信された。アルバム『Traveler』の全収録曲のインストゥルメンタルバージョンを収録した、初のインスト・アルバム。「宿命」のインストゥルメンタルは、3rdシングルにも収録されているが、本アルバムに収録されているものは、コーラスが無いアレンジになっている。
| #   | タイトル                            | 作詞 | 作曲・編曲 |
| --- | ----------------------------------- | ---- | ---------- |
| 1.  | 「イエスタデイ (Instrumental)」     |      |            |
| 2.  | 「宿命 (Instrumental)」             |      |            |
| 3.  | 「Amazing (Instrumental)」          |      |            |
| 4.  | 「Rowan (Instrumental)」            |      |            |
| 5.  | 「バッドフォーミー (Instrumental)」 |      |            |
| 6.  | 「最後の恋煩い (Instrumental)」     |      |            |
| 7.  | 「ビンテージ (Instrumental)」       |      |            |
| 8.  | 「Stand By You (Instrumental)」     |      |            |
| 9.  | 「FIRE GROUND (Instrumental)」      |      |            |
| 10. | 「旅は道連れ (Instrumental)」       |      |            |
| 11. | 「052519」                          |      |            |
| 12. | 「Pretender (Instrumental)」        |      |            |
| 13. | 「ラストソング (Instrumental)」     |      |            |
| 14. | 「Travelers (Instrumental)」        |      |            |

## カバー

### イエスタデイ
- Poppin'Party（戸山香澄（愛美））- 2021年3月16日にゲーム「バンドリ! ガールズバンドパーティ!」に追加収録[48]。同年11月10日発売のアルバム『バンドリ！ ガールズバンドパーティ！ カバーコレクション Vol.6』で、CD初収録[49]。

### ラストソング
- 二宮和也 -『○○と二宮と2』（2025年7月1日発売）収録。